# Папанек, Юрай
Юрай Папанек (словац. Juraj Papánek; 1 апреля 1738, Куклов, Сеница — 11 апреля 1802, Олас, Баранья) — словацкий католический священник и историк, автор «Истории словацкого народа» (1780) — первого сохранившегося обобщённого труда по словацкой истории, который сыграл выдающуюся роль в формировании словацкого национального самосознания.

## Биография
Родился 1 апреля 1738 года в Куклове в Загорье в семье мелкого землевладельца (земана).
Учился в немецкой гимназии в Микулове и в Братиславе. Изучал философию в Буде, юриспруденцию в Эгере и богословие в Пече.
Рукоположен в священники в 1763 году. Как священник Печской епархии был первым римско-католическим капелланом в Тольне, с 1769 году служил священником в Поповаце (Змаеваце; ныне в Хорватии) и с 1772 года до своей смерти был священником в деревне Олас в области Баранья (на венгеро-хорватской границе), с 1790 года одновременно в должности декана.
В 1780 году Юрай Папанек опубликовал на латинском языке «Историю словацкого народа, о королевстве и королях славянских, об общественных и церковных отношениях как старого, так и нового века словаков» (Historia gentis Slavie – De regno regibusque Slavorum atque cum prisci civilis, et ecclesiastici). Папанек в предисловии пишет:
Моя родина находится не там, где я родился, но там, где живу. Не оспариваю того, что родом я словак, но нельзя не признать, что по образованию я немец, как дворянин — я венгр, а в действительной пасторской службе — иллириец.
В дополнение к этой работе Папанек написал «Географическое описание области Баранья и свободного королевского города Печ» (Geographica descriptio comitatus Baranyensis; 1783).
Умер 11 апреля 1802 года в деревне Олас. Похоронен в Оласе.

## «История словацкого народа»
Ю. В. Богданов (1970) пишет, что Ян Северини («Обзор истории Венгрии с первых дней существования до наших времен», Conspectus historiae hungaricae a prima gentis origine ad memoriam nostram perductae, 1769) и Юрай Папанек («История словацкого народа, о королевстве и королях славянских, об общественных и церковных отношениях как старого, так и нового века словаков», 1780) были «непосредственными предшественниками движения национального возрождения в Словакии», которые «обратившись к истокам национальной истории, первоначально ещё в духе общевенгерского патриотизма, впервые поставили вопрос о происхождении словаков, их этнических корнях и роли в венгерском государстве»:
Поскольку словаки не имели своего государства, то их история рассматривается в этих трудах как одна из страниц истории венгров. Однако эти книги одними из первых восстановили легендарную историю Великоморавской державы как первого славянского государства. В труде Папанека, в частности, большое место занимает описание нравов и обычаев славян, их заслуг в распространении христианства на востоке Европы, прослеживается этимология племенного названия «славянин» (от «славы») и «словак» (от «слова»), приводятся сведения о славянских народах как ответвлениях единого племенного корня, кратко характеризуются их наречия.
Книга являлась реакцией на первую книгу семитомного издания церковной истории Венгрии (De statu ecclesiae Pannonicae, 1777) Штефана Салагиуса.. Салагиус утверждал, опираясь на «Готскую войну» Прокопия Кесарийского, что словаки пришли на свои земли приблизительно в VII веке.
Юрай Папанек был сторонником теории автохтонности славян, которая получила наиболее широкое распространение в 1868 году, когда А. В. Шембера опубликовал свою работу о западных славянах. Теорию автохтонности словаков и славян принял также основоположник мировой славистики П. Й. Шафарик, и, что примечательно, часть современных языковедов придерживается этой теории.
Папанек, опираясь на мнение Сигизмунда Герберштейна, считал прародиной славян территорию между Дунаем и Карпатами (Дунайская котловина). Оттуда расселялись славянские народы, поэтому словацкий язык был прародителем всех славянских языков. Племя маркоманов Папанек относил к славянам. Труд Папанека состоит из 14 глав, в которых он уделил наибольшее внимание Великоморавской державе и её величайшему правителю Святополку. Наследие Кирилла и Метода и его связь с истоками христианства, которые историки нескольких народов во времена Папанека пытались присвоить, он однозначно приписывает словакам.
Рихард Марсина пишет:
Его работу, написанную на заре эпохи Просвещения, можно отметить как один из последних примеров традиций барочного славизма, отличающийся смелостью комбинаций стилей и научным предромантизмом.
Папанек опирался на раннюю и современную литературу. Марсина пишет:
Особенностью его стиля является слабая критическая рефлексия.
В диалектологии Папанек опирался на труд «О происхождении славян» (De Originibus Slavicis) Иоганна Кристофа Йордана (1745), которая содержит в себе наиболее подробное сравнение славянских языков. Сведения об исторических славянских правителях взяты из «Анналов князей Баварии» (Annales ducum Boiariae, 1522) Иоганна Авентина. Глава XIII о Святополке взята преимущественно из «Образов древней Венгрии» (Imago antiquae Hungariae, representans terras, adventus et res gestas gentis Hunnicae, 1733) Самуила Тимона. Поход венгров против Великой Моравии взят из «Критической истории Венгрии» (Historia critica) Штефана Катоны, который в этой части опирается на венгерского хрониста Анонима. Данные о смерти Святополка взяты из хроники декана Пражской капитулы Козьмы Пражского.
В 1784 году под влиянием Папанека историк Юрай Скленар издал книгу «Древнейшее положение Великой Моравы и первый приход и нападение венгров на неё», которая отличалась «откровенной славянской тенденциозностью». Сочинения Папанека и Скленара «пользовались большим успехом у патриотически настроенной словацкой интеллигенции», которой «импонировало стремление авторов уравнять в достоинствах и заслугах словацкий народ с венгерским».
Ян Грдличка (Ján Hrdlička; (1741—1810) в статье «Словацкий народ» (1785) не только пропагандировал труд Папанека, но и определил границы современного расселения словаков на территории Венгерского королевства.
Авторы книги «Освободительные движения народов Австрийской империи» (1980) пишут:
У Ю. Папанека (1780 г.), писавшего историю «славянского народа» (точнее — рода, лат. — genc), неопределённое представление об этом «роде» соединяется с вполне осознанной задачей доказать автохтонность «славянского племени, искони живущего на север от Дуная», т. е. словаков, хотя этнонима «словаки» словацкий автор ещё не использует.

Ян Грдличка из «славянского народа» (1785 г.) выделял «нашу милую славянскую нацию» (или «племя», если учесть, что тогда понятие «нация» во многом определялось латинским natio), обитающую в «дистриктах Нитра, Бистрица, Кошице». Ясно, что «славянский род», придунайское «племя», как и славянская «нация» (т. е. словаки) Грдлички не имеют ничего общего с древнеримскими и иными понятиями, по-латыни звучащими одинаково; такую особенность тогдашней терминологии, не совпадающей с современной научной, всегда следует иметь в виду во избежание ошибочных выводов. У Папанека и Грдлички уже есть понятие о словацком народе, хотя и обозначаемое неадекватно, и это естественно для эпохи, когда нации лишь зарождались.
Юрай Фандли, использовав сочинения Скленара и Папанека, составил и выпустил в свет «Краткую историю словацкого народа» (Compendiata historia gentis Slavae, 1793).
Книга Папанека сильно повлияла на деятелей словацкого возрождения, которые вошли в историю под именем будителей.
Биография Папанека послужила основой для исторического романа «Любите королеву» (Milujte kráľovnú; 1984) Антона Гикиша.

## Память
В честь 200-летия смерти Папанека выпущена 15 января 2002 года в Праге почтовая марка тиражом 2 млн шт. номиналом 10 словацких крон. Тираж конверта первого дня — 6000 шт. Дизайнер — Йозеф Балаж (Jozef Baláž; 1923—2006). Гравюру выполнил Франтишек Горньяк по рисунку художника Мартина Чиновского (Martin Činovský; род. 1953).